# Syzygium subsimile
Syzygium subsimile är en myrtenväxtart som beskrevs av Friedrich Ludwig Diels. Syzygium subsimile ingår i släktet Syzygium och familjen myrtenväxter. Inga underarter finns listade i Catalogue of Life.